# Walter Branchi
Walter Branchi (Roma, 20 gennaio 1941) è un compositore, musicista, scrittore e giardiniere italiano.
È noto per aver preso parte al Gruppo di Improvvisazione Nuova Consonanza tra il 1966 e il 1975 e per la coltivazione di rose antiche francesi dell'Ottocento in un giardino-vivaio di particolare valore in Provincia di Terni.

## Biografia
Docente di composizione musicale elettronica al Conservatorio Rossini di Pesaro e al Conservatorio Santa Cecilia di Roma, nel 1967 ha creato lo Studio R7 insieme a Franco Evangelisti, Domenico Guaccero, Egisto Macchi, Gino Marinuzzi jr., e i tecnici Paolo Ketoff e Guido Guiducci e, a Pesaro, il Laboratorio Elettronico per la Musica Sperimentale (LEMS) che ha diretto per sei anni. Ha fatto parte del gruppo Altro dal 1973 al 1977. Insieme a Guido Baggiani fonda Musica verticale, nel 1978. È anche uno dei fondatori dei seminari Musica/complessità nel 1987 e nel 1996 di Harmonices Mundi
Ha insegnato, in qualità di "Composer in Residence" alla Simon Fraser University di Vancouver. "Visiting Composer" presso l'Università di Stanford (CCRMA Computer Centre Research Music and Acoustic). Ha tenuto lezioni ed eseguito sue musiche presso università americane quali: Wesleyan University  Rhode Island School of Design, Greenwich House Music School di New York.
Nel 2012 è stato "Artist in Residence" presso la Ron Fleming Foundation di Newport (Rhode Island).
Walter Branchi è membro della Società degli Amici Quaccheri.
Nel 1977 pubblica Tecnologia della musica elettronica, tra i primi libri in Italia sull'argomento, considerato un valido testo introduttivo al discorso elettronico.
Nel 1979 inizia la composizione Intero presso l'Università di Princeton. È stato rappresentato al "Ear to the Earth Festival" e con una nuova tecnica alla Diapason Gallery di Brooklyn. Collaboratore della sezione musica dell'UNESCO, ha collaborato anche con Ennio Morricone.
"... Scrivo musica per stupire le rose.
Una musica che non usa, che non si serve, che non privilegia, ma che rapportandosi alle cose le rispetta, dona e riceve vita, si accorda e ne accetta pienamente la convivenza perché è parte di esse e attraverso esse si rivela.
Anche l'uomo è parte di questa complessità; partecipa ad un evento insieme, e trae piacere nell'ascoltare ascoltando. Lui non è il centro, ma è compreso; ascolta una musica, ascoltando l'ambiente."
Nel 2012 pubblica a New York, per Open Space,  il libro "Canto infinito - Thinking Music Environmentally". e nel 2017, per la casa editrice Aracne di Roma "Il pensiero musicale sistemico".
La sua è una "concezione ecologica" della musica, che mette in collegamento con i suoi interessi ambientali.
Walter Branchi è uno dei maggiori esperti nel mondo delle rose, specialmente nelle classi Tè, Cinesi e Noisette ."...Ha identificato, salvato. propagato e introdotto tantissime vecchie varietà di rose. Lui ha capito l'importanza delle vostre tradizioni storiche, e dovrete conoscere quali siano le rose più adatte alle condizioni italiane."
Charles Quest-Ritson. Nel 2014 è stato pubblicato, dalla case editrice "La Treggia" di Perugia, il suo libro "99 anni di rose Tè, Cinesi e Noisette (1825 -1924)".
Walter Branchi. "Una musica per ascoltare il mondo". Pensieri e riflessioni sulla Musica della Complessità.Presso la Fondazione Isabella Scelsi. Roma, 2022
Walter Branchi "Intero - Verso una musica della complessità" presso la Fondazione Isabella Scelsi, Roma, 2019.
Antonio Mastrogiacomo a cura, autori vari "L'utopia dell'ascolto - Intorno alla musica di Walter Branchi". Il Sileno Edizione, 2020.
Luigi Pizzaleo: "Walter Branchi - Dal segno alla circostanza". Editore La bussola. Roma. 2022.
J. K. Randall. "To Astonish the Roses: 7 e-mails to Walter Branchi". 29 mar 2013 · Published in partnership with Columbia University Libraries.. 535 West 114th St. New York, NY 10027. Distributed through Columbia University’s Academic Commons.. All …

## Elenco di alcune recenti composizioni
- Ora di terra (per suoni di sintesi e suoni ambientali dal vivo)
- Concorde (per suoni di sintesi e suoni ambientali dal vivo)
- Sensibile (per suoni di sintesi e suoni ambientali dal vivo)
- Esercizio sull'ineffabile (per suoni di sintesi e suoni ambientali dal vivo)
- Mysterium tremendum et fascinans (per suoni di sintesi e suoni ambientali dal vivo)
- In memoriam György Ligeti (per suoni di sintesi)
- Schiudendosi (per suoni di sintesi e suoni ambientali dal vivo)
- Behold -prima parte- (per suoni di sintesi e suoni ambientali dal vivo)
- Alba plena (per suoni di sintesi e una voce dal vivo)
- Che sia il proprio fluire (per suoni di sintesi e suoni ambientali dal vivo)
- Farsi respiro (per suoni di sintesi e suoni ambientali dal vivo)
- Cento giorni dopo... (per flauto bansuri e suoni di sintesi)
- Aurea vox Okegi (per quattro soprani, quattro contralti e suoni di sintesi)
- Grave (Per coro di voci bianche e suoni di sintesi)
- Voltarsi piano (Per voci significanti)
- "... E le rose sanno il resto..." (Déploration sur la mort d'un ami)
- Afferra l'inizio dell'eterno (per suoni di sintesi e immagini fotografiche di Maria Cox)
- Dionisiaco coro Apollinea vocalità (Per voci sintetiche)
- L'emergere dell'anima (In collaborazione con la fotografa Maria Cox)

## Discografia
- come ElectraVox Ensemble con la composizione Thin[22]
- 1967 "The Private Sea of Dreams" (as Il Gruppo), LP RCA Victor
- 1968 "Improvisationen" LP Deutsche Grammophon
- 1970 "The Feed-back" (as The Group), LP RCA
- 1973 "Gruppo d'Improvvisazione Nuova Consonanza", LP General Music
- 1975 "Nuova Consonanza", LP Cinevox Records. Reissue 2007 CD Bella Casa
- 1987 "Paesaggi intravisti" con Mauro Bortolotti. Edipan PAN PRC S20-33
- 2006 "Azioni", CD Die Schachtel
- 2010 "Niente", CD Cometa Edizioni Musicali. Reissue 2012 LP The Omni Recording Corporation/The Roundtable
- 2011 "Eroina", CD Cometa Edizioni Musicali

## Opere
- Branchi, Walter. Tecnologia della Musica Elettronica, Lerici, Roma, 1977;
- Branchi, Walter. I numeri della musica, ed. Edipan, Roma, 1987;
- Branchi, Walter. Verso-l'uno, Le parole gelate, Venezia, 1986;
- Branchi, Walter. Canto infinito - Thinking Music Environmentally, Open Space Publisher, New York, 2012;
- Branchi, Walter. 99 anni di rose Tè, Cinesi e Noisette (1825 - 1924), La Treggia Editore, Perugia, 2014;
- Pizzaleo, Luigi Il pensiero musicale sistemico, ed. Aracne, Roma, 2017;
- Branchi, Walter. Intero - Verso una musica della complessità, Fondazione Isabella Scelsi, Roma, 2019.
- Branchi, Walter. Una Musica per ascoltare il mondo. Pensieri e riflessioni sulla Musica della Complessità. Fondazione Isabella Scelsi, Roma, 2022.
- Pizzaleo, Luigi. Walter Branchi - Dal segno alla circostanza. La Bussola Editore, Roma, 2022
- Branchi, Walter. Semini - spunti per una musica organica. Fondazione Isabella Scelsi, Roma, 2024.